# Popravljanje DNK
Popravljanje DNK je proces, v katerem celica prepozna in popravi poškodbo katere od molekul DNK, ki sestavljajo njen genom.
Poškodbe lahko povzročajo bodisi normalni presnovni procesi, bodisi okoljski dejavniki, kot je ionizirajoče sevanje; pri človeku se to zgodi več desettisočkrat na dan v vsaki celici. Vključujejo kemično spreminjanje strukture nukleotidov, ki gradijo DNK, kot je deaminacija, depurinacija ali oksidacija, vezava adduktov ipd. ter prekinjanje ene ali obeh verig DNK. To kvarno vpliva na sposobnost prepisovanja genov, s čimer ovira delovanje in preživetje prizadete celice ali hčerinskih celic po delitvi, nekatere poškodbe pa povzročijo tudi mutacije – spremembe zaporedja DNK.
Zato imajo organizmi v celicah stalno aktivne molekularne mehanizme v obliki kompleta encimov za popravljanje poškodb. Te molekule prepoznavajo neujemajoče se pare nukleotidov in prekinitve ter katalizirajo reakcije za popravilo. Odvisno od poškodbe je lahko to pri neujemajočih se parih preprosta direktna demetilacija (z metiltransferazo), izrezovanje in nadomeščanje nekomplementarnih nukleotidnih baz (z glikozilazami, endonukleazami, DNK-polimerazami in DNK-ligazami) ali izrezovanje krajših zaporedij nukleotidov (oligonukleotidov) in njihovo nadomeščanje (bolj zapleteni encimski kompleksi s helikazami, endonukleazami in ATP-azami, ki jih dopolnjuje aktivnost DNK-polimeraz in DNK-ligaz). Drugi encimski kompleksi popravljajo enoverižne ali dvoverižne prekinitve.
Evkariontske celice imajo tudi sistem transdukcije, ki zazna poškodbe dednine ali povzročitelja (na primer sevanje) in »rekrutira« mehanizme za popravljanje DNK na prizadeta območja. Zaradi njega je popravljanje DNK učinkovitejše in zmanjša se možnost napak zaradi netarčnega delovanja encimov za popravljanje. Poleg tega lahko v odvisnosti od obsega poškodb ali jakosti povzročitelja sproži kaskado drugih reakcij, ki sprožijo sistemski odziv organizma, kot je porjavelost kože ob izpostavljenosti UV-sevanju Sonca pri človeku. Na ravni celice lahko ti mehanizmi ob prevelikem obsegu poškodb sprožijo kontrolirano celično smrt ali nepovratno diferenciacijo celice v neaktivno obliko – t. i. celično senescenco.

## Pomen
Poškodbe DNK ovirajo bodisi sintezo beljakovin, ki jih celica potrebuje za opravljanje svojih nalog, bodisi celično delitev, zato so mehanizmi za popravljanje ključni za preživetje organizma. Posebej so pomembni v tkivih, kjer se celice počasi nadomeščajo, denimo v živčevju. Kopičenje poškodb, ki jih mehanizmi popravljanja DNK ne morejo v popolnosti odpraviti, velja za enega glavnih mehanizmov staranja pri višjih organizmih; pri počasi delečih se celicah povzročajo odpoved funkcije tkiv in organov, pri hitro delečih pa povečujejo verjetnost za rakave spremembe, ko prizadenejo mehanizme za nadzor delitev. Normalna dolgoživost organizmov je odvisna od strategije preživetja določene vrste in bolj dolgoživi organizmi investirajo več energije v popravljanje DNK kot tisti s krajšo pričakovano življenjsko dobo (denimo če so bolj izpostavljeni plenilcem).
Genetske okvare sistema za odziv na poškodbe DNK pri človeku so bile prepoznane kot vzrok za različne dedne bolezni, povezane s prehitrim staranjem, močno povečano predispozicijo za raka in preobčutljivostjo na okoljske povzročitelje poškodb DNK, kot je kseroderma pigmentosum. Tudi sicer so mehanizmi popravljanja DNK deležni veliko pozornosti v medicini. Za odkritja na področju molekularnih mehanizmov popravljanja DNK so Tomas Lindahl, Paul Modrich in Aziz Sancar leta 2015 prejeli Nobelovo nagrado za kemijo.